# Lottiidae

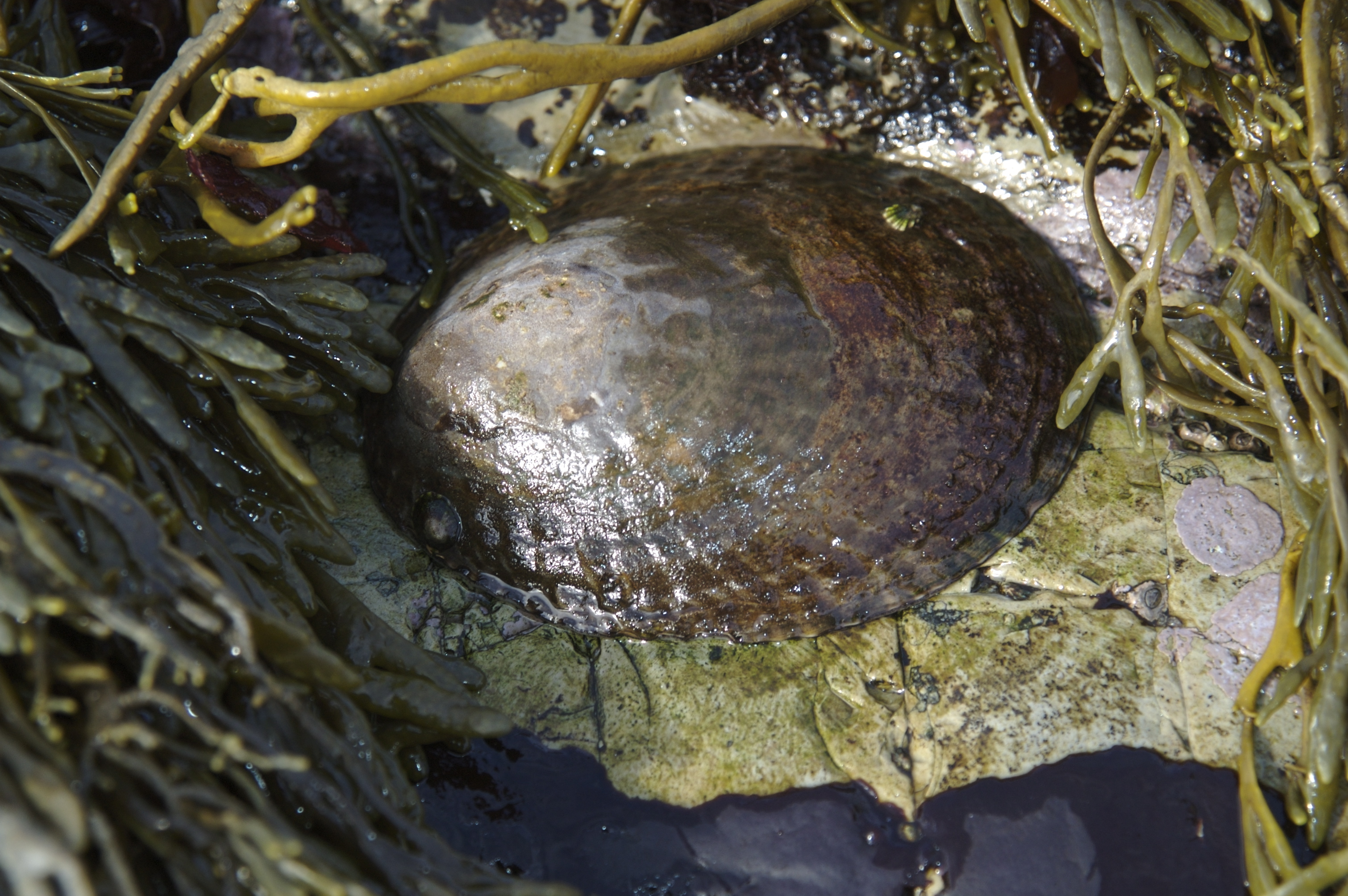
Lottia gigantea

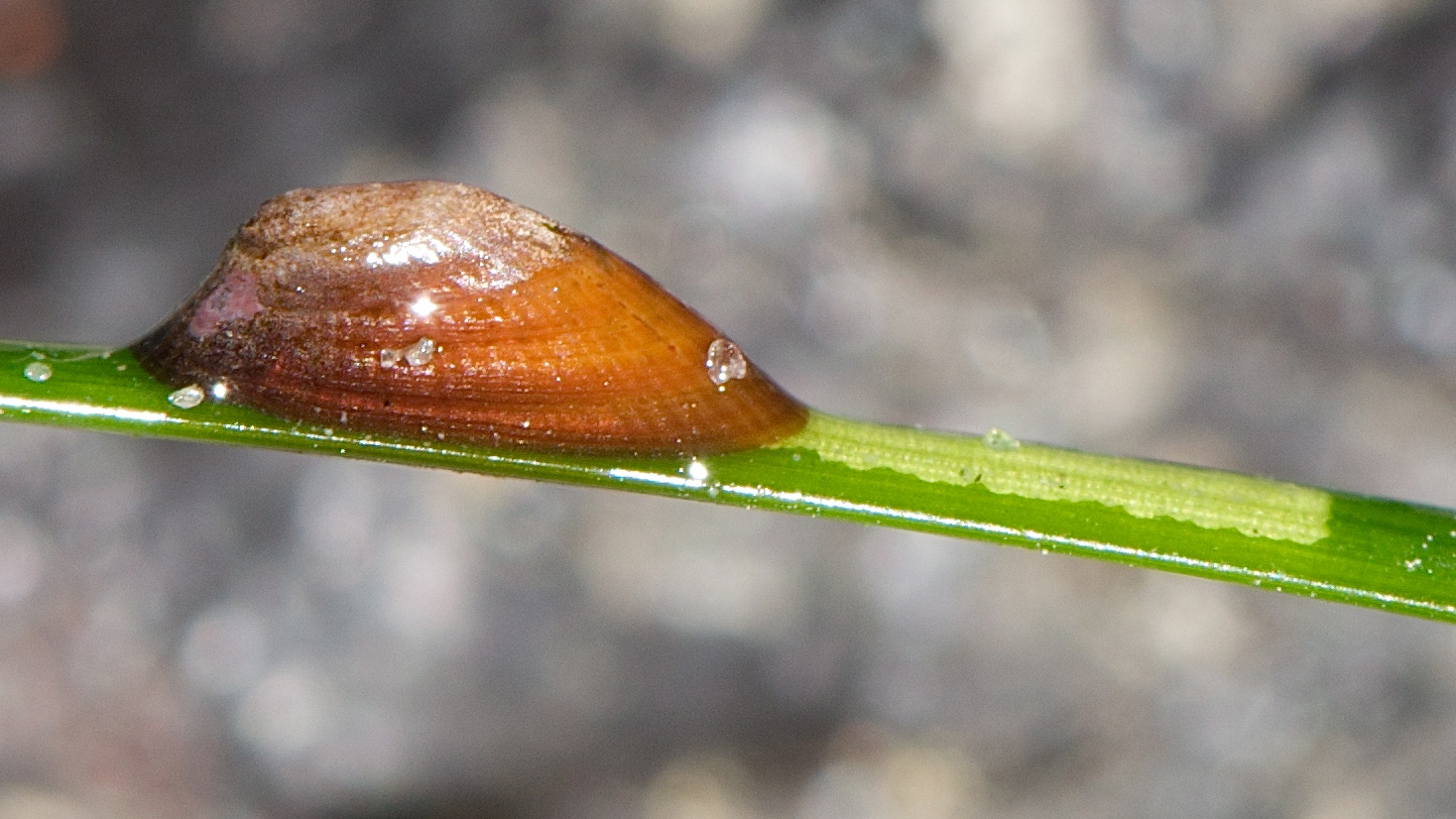
Tectura palacea frisst den Algenfilm auf der Oberfläche von Phyllospadix

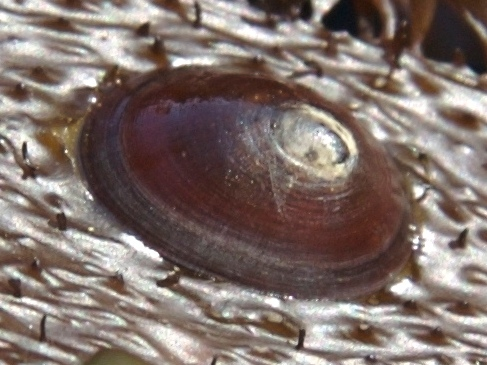
Discurria insessa

Die Lottiidae sind eine Familie meeresbewohnender Schnecken, die weltweit in kalten bis warmen Meeren vorkommen. Als Weidegänger leben sie von Algen und Krustenflechten.

## Merkmale
Schildkrötenschnecken haben eine konische, bilateral symmetrische Schale ohne Windungen, die dem Haus der Napfschnecken gleicht. Der Apex befindet sich in der Mitte oder etwas davor. Die Schalen sind vor allem radiär von der Spitze zum Rand hin skulpturiert. Das Innere der Schale ist porzellanartig und ohne Perlmuttglanz. Der Muskelansatz am Schneckenhaus ist hufeisenförmig. Je nach Art schwankt die Gehäuselänge des ausgewachsenen Tieres zwischen wenigen Millimetern und 5 cm, nur die größte Art, die an der Pazifikküste Nordamerikas lebende Lottia gigantea, erreicht 9 cm. Die Schnecken haben kein Operculum.
Der Kopf hat eine kräftige Schnauze. Augen können vorhanden sein oder fehlen. Der große Fuß ist sehr kräftig. Anders als bei den Echten Napfschnecken befindet sich in der Mantelhöhle der Lottiidae eine echte Kieme.
Die Schnecken sind Zwitter mit externer Befruchtung. Die Eier entwickeln sich über ein kurzes Trochophora-Stadium zu frei schwimmenden Veliger-Larven, die nach einer längeren pelagischen Phase zu kleinen Schnecken metamorphosieren.

## Lebensweise
Die Lottiidae leben an Felsen in der Gezeitenzone und in tieferen Gewässern, wo sie sich mit dem Fuß gleich einer Napfschnecke am felsigen Untergrund festsaugen und den Aufwuchs mit ihrer Radula abweiden. Die Schnecken sind Pflanzenfresser und ernähren sich von Algen und Krustenflechten, die sie mit ihrer kräftigen Radula abraspeln.
In der Nordsee ist die Familie durch die Schildkrötenschnecke (Testudinalia testudinalis) und die Jungfräuliche Napfschnecke (Tectura virginea) vertreten.

## Systematik
Die Familie Lottiidae ist laut Nakano & Sasaki (2011), die hierzu molekulargenetische Untersuchungen angestellt haben, eine von sechs Familien in der Überfamilie Lottioidea bzw. acht Familien in der Ordnung Patellogastropoda. Hatten Nakano & Ozawa (2007) noch die Acmaeidae unter den Lottiidae zusammengefasst, sind sie nunmehr wieder eine eigene Familie. Zu beachten ist jedoch, dass etwa die Jungfräuliche Napfschnecke, vor 2007 als Acmaea virginea zu den Acmaeidae gestellt, nunmehr als Tectura virginea zu den Lottiidae gehört. Somit treffen auch recht neue Beschreibungen der Gattung und Familie nicht mehr voll zu.
Zur Familie Lottiidae gehören 14 Gattungen:
- Actinoleuca Oliver, 1926
- Asteracmea Oliver, 1926
- Atalacmea Iredale, 1915
- Discurria Lindberg, 1988
- Lottia Gray, 1833
- Nipponacmea Sasaki & Okutani, 1993
- Notoacmea Iredale, 1915
- Patelloida Quoy & Gaimard, 1834
- Potamacmaea Peile, 1922
- Radiacmea Iredale, 1915
- Scurria Gray, 1847
- Tectura Gray, 1847
- Testudinalia Moskalev, 1966
- Yayoiacmea Sasaki & Okutani, 1993